# اویزد (ناحیه ژدار ناد سازاوو)
اویزد (به چکی: Újezd) یک منطقهٔ مسکونی در جمهوری چک است که در ناحیه ژدار ناد سازاووو واقع شده‌است. اویزد ۸٫۶۶ کیلومتر مربع مساحت و ۲۵۳ نفر جمعیت دارد و ۵۷۶ متر بالاتر از سطح دریا واقع شده‌است.